# Mike Walker (jazzgitarist)
Mike Walker (12 juli 1962) is een Britse jazzgitarist.

## Biografie
Walker werd beïnvloed door het pianospel van zijn vader, de zang van zijn moeder en het gitaarspel van zijn broer. Hij ontdekte een passie voor de jazzgitaristen Wes Montgomery, Joe Pass, Pat Metheny, John Scofield, Larry Coryell en Tal Farlow. Hij sloot zich aan bij de jazzfusionband River People met Paul Allen, Tim Franks en Paul Kilvington in Manchester. In de jaren 1980 werd hij lid van een kwartet onder leiding van vibrafonist Alan Butler en werkte hij samen met Michael Gibbs en Kenny Wheeler. Hij werkte samen met Nikki en Richard Iles, daarna met de Sylvan Richardson-band, waar hij saxofonist Iain Dixon ontmoette. Terwijl hij in Zürich was met de Kenny Wheeler big band, ontmoette hij Julian Arguelles en voegde zich bij zijn kwartet. In de jaren 1990 toerde hij in bands onder leiding van saxofonist Tommy Smith. Hij werkte als gitarist van George Russell en nam verschillende keren met hem op, en met het Creative Jazz Orchestra, Arild Andersen, Tim Berne, Anthony Braxton, Jacqui Dankworth, Tal Farlow, Bill Frisell, Dave Holland, Vince Mendoza, Bob Moses, Palle Mikkelborg, Mica Paris, John Taylor, Mark-Anthony Turnage en Norma Winstone.
In mei 2008 bracht Wallker zijn debuutalbum Madhouse and the Whole Thing There uit. Het bevat de leden van Brazil Nuts, plus strijkers en koperblazers, piano, zang en hoorn. Walker kreeg de opdracht om wat muziek te schrijven voor het Manchester Jazz Festival. Hij schreef de suite Ropes, die werd uitgevoerd door een 22-koppig orkest, een jazzkwintet en Adam Nussbaum op drums aan het Royal Northern College of Music in Manchester. Walkers sextet omvat Les Chisnall, Iain Dixon, Malcolm Edmonstone, Pat Illingworth en Steve Watts. Hij is lid van The Printmakers, een band georganiseerd door Nikki Iles en Norma Winstone met Mark Lockheart, Steve Watts en James Maddren en The Impossible Gentleman met Steve Swallow, Adam Nussbaum en Gwilym Simcock. Hij heeft een muziekzomerschool gegeven in Altrincham bij Iain Dixon en is docent geweest voor het National Youth Jazz Collective, naast het geven van online gitaarles.

## Discografie

### Als leader
- 2008: Madhouse and the Whole Thing There
- 2014: Beholden (Shell Like)
- 2018: Ropes (Madhouse)

Met Creme Anglaise
- 2006: Creme Anglaise (Jazzprint)

Met The Impossible Gentlemen
- 2011: The Impossible Gentlemen (Basho)
- 2013: Internationally Recognised Aliens (Basho)
- 2016: Let's Get Deluxe (Basho)

Met The Printmakers
- 2015: Westerly (Basho)

Met Real Book North West
- 2010: Real Book North West (Jazz Services)

### Als sideman of gast
Met Julian Argueelles
- 1995: Home Truths (Babel)
- 1997: Skull View (Babel)
- 1999: Escapade (Provocateur)
- 2003: As Above So Below (Provocateur)

Met anderen
- 1993: Mike Gibbs, By the Way (Ah Um)
- 2001: Roy Powell, North by Northwest (Nagel Heyer)
- 2005: George Russell, The 80th Birthday Concert (Concept)
- 2006: Anthony Braxton, Composition No. 175, Composition No. 126 Trillium-Dialogues M (Leo)
- 2016: George Russell, It's About Time: 1996 (Label Bleu)

- Gemeinsame Normdatei: 135271452
- International Standard Name Identifier: 0000 0000 4219 385X
- Library of Congress Control Number: no2001080768
- MusicBrainz: 942f1216-e09c-4527-a0db-3c41bd0d5c82
- Virtual International Authority File: 73509846
- WorldCat: E39PBJf4c4BmkQ4jCDXdf8PJDq